# Landschaftsschutzgebiet Möhneaue

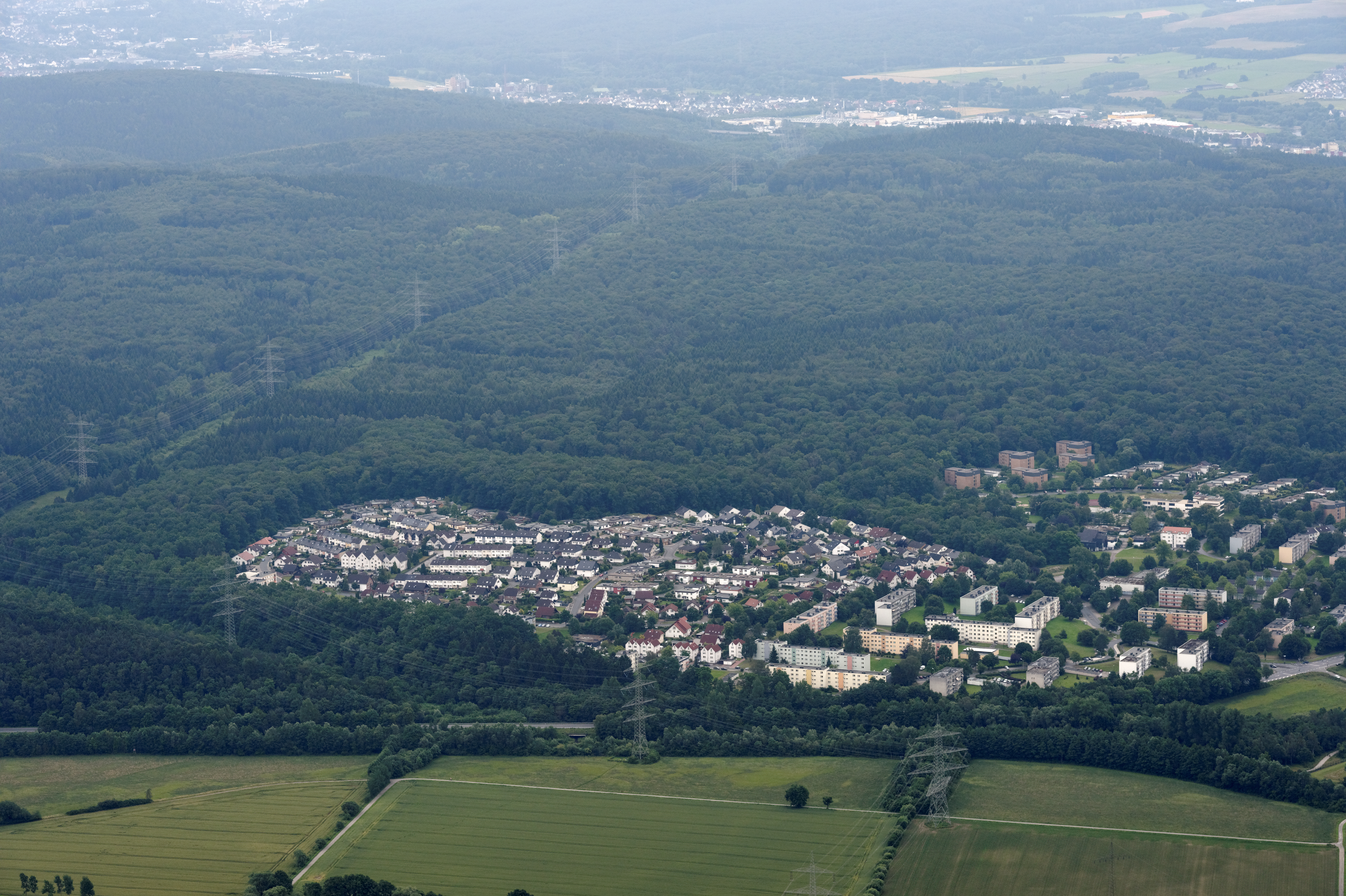
Teilansicht vom Landschaftsschutzgebiet Möhneaue vor Siedlungsbereich von Moosfelde

Das Landschaftsschutzgebiet Möhneaue mit 30,9 ha Flächengröße liegt im Stadtgebiet Arnsberg. Es wurde 1998 mit dem Landschaftsplan Arnsberg durch den Kreistag des Hochsauerlandkreises als Landschaftsschutzgebiet (LSG) als LSG Typ C (Wiesentäler, Schutz bedeutsamen Extensivgrünlandes) mit einer Flächengröße von 36,7 ha erstmals ausgewiesen. Bei der Neuaufstellung des Landschaftsplanes Arnsberg durch den Kreistag 2021 wurde das LSG mit unverändertem Namen erneut ausgewiesen und verkleinert.

## Beschreibung
Das LSG liegt nördlich von Moosfelde. Das LSG besteht aus zwei Teilflächen und durch den Möhnefluss in zwei Teilflächen getrennt. Es grenzt direkt an den Siedlungsbereich. Im Kreis Soest grenzt das Landschaftsschutzgebiet Tiefes Tal/Langesberg/Höinger Berg an. Das LSG umfasst Grünland in der Möhneaue. Nur nördlich der Möhne zwischen Fluss 
und Kreisgrenze ist ein ackerbaulich genutzter Standort mit einbezogen. Die größere Fläche im Süden dient überwiegend der dortigen Trinkwassergewinnungsanlage im Möhnebogen.

## Schutzzwecke für das LSG
Laut Landschaftsplan erfolgte die Ausweisung des LSG wie aller anderen von Typ C im Landschaftsplangebiet zur:
- „Ergänzung der NSG-Festsetzungen der Talauen zu einem Grünlandbiotop-Verbundsystem, das Tieren und Pflanzen Wanderungs- und Ausbreitungsmöglichkeiten schafft und damit der Erhaltung der Leistungsfähigkeit des Naturhaushalts dient. Zum Aspekt “Leistungsfähigkeit des Naturhaushalts” zählt auch, dass große Teile durch (Grund-)Wassernähe, oberflächliche Vernässung oder regelmäßige Überschwemmung selbst Rückzugsräume für Lebensgemeinschaften sind, die in der Ackerflur keine Existenzgrundlage haben. Gleichzeitig wirken die offenen Talauen aufgrund ihrer überwiegenden Lage im waldreichen Plangebiet gliedernd und belebend im Bild der Landschaft und tragen damit zur Sicherung ihrer Vielfalt, Eigenart und Schönheit bei.“
- „Ein weiterer Schutzzweck ist die Erhaltung der Nutzungsfähigkeit der Naturgüter durch den Schutz fruchtbarer Talböden vor Erosion und durch die Sicherung der Grundwasserneubildung auf Flächen, die eine überdurchschnittliche potenzielle Bedeutung für die Trinkwasser-Gewinnung besitzen. Da der Pflanzenschutz- und Düngemittelaufwand auf Grünland im Verhältnis zum Ackerland in der Regel geringer ist, stellt diese Nutzung einen Kompromiss zwischen der - hinsichtlich des Trinkwasserschutzes optimalen – Laubwaldnutzung und den sonstigen Erfordernissen der Talraumbehandlung (s. o.) dar.“
- „Weiterhin sollen (Extensiv-)Grünlandflächen erhalten werden, die hervorgehobene Bedeutung für den Biotop- und Artenschutz haben.“[2]

## Rechtliche Vorschriften
Im Landschaftsschutzgebiet ist unter anderem das Errichten von Bauten verboten. Wie in den anderen Landschaftsschutzgebieten vom Typ A in Arnsberg besteht im LSG ein Verbot der Erstaufforstung und Weihnachtsbaum-, Schmuckreisig- und Baumschul-Kulturen anzulegen. Anders als bei den LSGs vom Typ A und B ist es verboten, Grünland und Grünlandbrachen in Acker oder andere Nutzungen umzuwandeln.